# Gottesknechtslieder

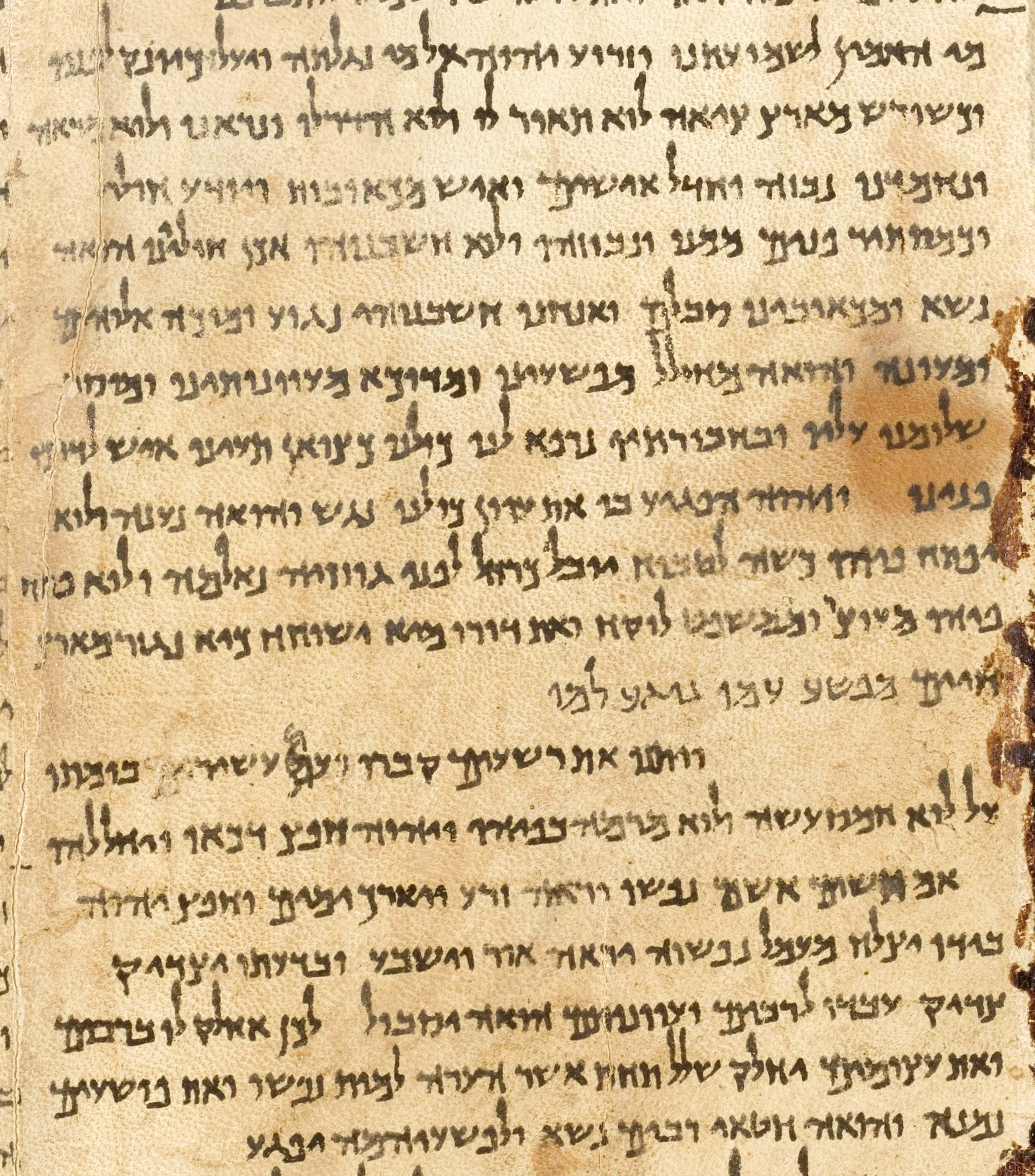
Das vierte Gottesknechtslied (Jes 53) in der Großen Jesajarolle von Qumran (Israel Museum)

Als Gottesknechtslieder bezeichnete erstmals Bernhard Duhm vier zusammengehörige Texte im biblischen Buch Jesaja.

## Bernhard Duhms Jesajakommentar (1892)
Bernhard Duhm stellte als erster die Eigenart dieser Texte heraus, die er in seinem Jesajakommentar (1892) Ebed-Jahve-Lieder nannte (hebräisch ebed עבד bedeutet Knecht): „Jünger (als Deuterojesaja) und jedenfalls nachexilisch sind die Ebed-Jahve-Lieder c.42 1–4; c.49 1–6; c.50 4–9; c.52 13 – 53 12, die sich zwar an Deuterojesaja ebenso anlehnen wie an Jeremia und das Buch Hiob, aber ihrerseits dem Dtjes. nicht bekannt sind, da er sonst auf sie hätte Rücksicht nehmen müssen.“ Dabei hatte Duhm eine entsprechende Vermutung schon 1875 geäußert: er nennt die vier Gottesknechtslieder „Pericopen, ... die sich auch äusserlich nach Stil und Sprache so scharf gegen den übrigen Text abheben, dass man die Vermuthung nicht sogleich von der Hand weisen kann, dieselben ... seien wohl gar anderswoher entlehnt.“
Der Begriff Gottesknechtslieder wird in der exegetischen Literatur allgemein verwendet, obwohl es sich streng genommen nicht um Lieder handelt.

## Kontext des Jesajabuches
Viele Exegeten nehmen in der Nachfolge Duhms an, dass die Gottesknechtslieder einen zusammenhängenden, selbständig überlieferten Text bildeten, der redaktionell in den Text von Deuterojesaja eingearbeitet wurde. Duhm zufolge hatte die Reihe der Gottesknechtslieder nichts mit dem sie umgebenden, in sich heterogenen Deuterojesajatext zu tun. Eine vermittelnde Position nahm Gerhard von Rad ein: die Lieder stammten von Deuterojesaja, aber „bei aller Verbundenheit doch auch wieder in einer gewissen Isolierung in der Verkündigung dieses Propheten und sind auch von besonderen Rätseln beschattet.“ Mittlerweile hat die Forschung vielfältige Bezüge festgestellt, die zwischen dem Jesajabuch und den Gottesknechtsliedern bestehen. „Die Isolierung der Gottesknechtslieder als versprengte Texte, die überhaupt keine Verbindung mit dem Kontext aufwiesen, muss im Rückblick als ein Irrweg der Forschung betrachtet werden.“
Menahem Haran bevorzugte die Formulierung „Servant Poetic Texture“, um zu zeigen, dass Jakob/Israel in den Kapiteln Jes 40 bis 48 besonders oft als „mein (d. h. JHWHs) Knecht“ angesprochen wird. JHWH hat Jakob geschaffen, vom Mutterleib an erwählt für eine bestimmte Aufgabe: Gerechtigkeit in der Welt herzustellen. Haran charakterisierte die Mission des Knechtes als Kombination von universalistischer Gerechtigkeitsbotschaft und nationaler Befreiungsbotschaft. So entwickelte Haran vom Endtext der Kapitel 40 bis 48 aus ein Bild des Gottesknechts. Das Gottesknechtslied ist innerhalb dieser Kapitel eine Stelle besonderer poetischer Verdichtung.

## Inhalt der Lieder

### Erstes Lied
Jes 42,1–4 
Es handelt sich in diesen Versen um Gottesrede. JHWH stellt seinen Knecht vor, dieser hat eine prophetisch-königliche Aufgabe für die Völkerwelt.
Dieses Lied ist von der Welt des höfischen Zeremoniells geprägt; als Forum vorstellbar ist ein himmlischer Hofstaat. Die folgenden Gottesknechtslieder verlassen diese Umgebung, sie stehen in prophetischer Tradition; jedoch wird das vierte Gottesknechtslied in veränderter Weise an die königliche Tradition anknüpfen. Der Leser ist an die Designation eines Königs erinnert (1 Sam 9,15–17), die im Gegensatz zur Berufung eines Propheten Öffentlichkeit und Akklamation erfordert.

### Zweites Lied
Jes 49,1–6 
Der Knecht stellt sich selbst der Völkerwelt vor. Er blickt zurück auf seine Erwählung durch JHWH und bilanziert (Vers 4), dass er sich bislang „vergeblich, für nichts“ angestrengt habe. Daraufhin berichtet er von einer neuen Gottesrede, die an ihn erging: sollte er bislang Israel zu JHWH zurückführen, so ist seine Aufgabe nun ausgeweitet auf die ganze Völkerwelt, er ist „Licht der Völker“.

### Drittes Lied
Jes 50,4–9 
Der Knecht beschreibt die besonderen Gaben, mit denen JHWH ihn für seine Aufgabe ausgerüstet hat: er kann mit den Müden reden und wie ein Schüler zuhören. Er berichtet über Misshandlungen, die er in Erfüllung seiner Aufgabe erlitten hat und betont sein Vertrauen auf JHWH, der ihm hilft.
Wie schon das zweite Gottesknechtslied, hat dieser Text eine besondere Nähe zu den sogenannten Konfessionen Jeremias. Diese Texte, beispielsweise Jer 15,16–17 , sind keine prophetische Botschaft an die Mitmenschen, sondern Gespräche Jeremias mit sich selbst und mit Gott.

### Viertes Lied
Jes 52,13  bis Jes 53,12 
Gerahmt von einer Gottesrede (52,13–15 und 53,11b–12) spricht in diesem Text eine Gruppe. Sie blickt zurück auf das Leben des Knechts, der misshandelt wurde und nun tot und begraben ist, woran die sprechende Gruppe sich selbst die Schuld gibt. In den Versen 10–11a wird die Zuwendung JHWHs zum Knecht beschrieben, der dadurch eine Zukunft hat (Futur in Vers 11a). Die rahmende Gottesrede enthält die Rehabilitierung und Erhöhung des Knechts.

## Interpretationsmöglichkeiten
Die Gottesknechtslieder stellen den Leser vor die Frage, wer dieser Gottesknecht sei; die Diskussion darüber beginnt bereits im biblischen Jesajabuch (zum Beispiel: Jes 61,1–3 ).

### Kollektive Deutung
Der Gottesknecht könnte sein
- das empirische Israel;
- der „bessere“ Teil Israels (konkret: die aus dem babylonischen Exil zurückgekehrte Gemeinde);
- das künftige oder ideale Israel.

### Individuelle Deutung
Der Gottesknecht könnte sein
- ein König (konkret: Kyros);
- eine Gestalt wie Mose, die Weisung gibt und als Beter für Israel eintritt;
- eine prophetische Gestalt wie der Prophet Jeremia.

Keiner dieser sechs Interpretationstypen kann für sich genommen die Gottesknechtslieder ganz erklären; diese Rätselhaftigkeit war wohl gewollt.
Die kollektive Deutung kann sich auf die Anrede „Israel“ in Jes 49,3 stützen, hat aber die Schwierigkeit, dass der Knecht Jes 49,6 zufolge eine Aufgabe für Israel hat, also nicht mit Israel identisch sein kann.
Die verbreitete autobiographische Deutung, die im Propheten Deuterojesaja selbst sieht, schreibt das vierte Gottesknechtslied einem Schülerkreis des Propheten zu, an den auch die Gottesrede ergangen sei. Hier besteht die Schwierigkeit darin, dass die drei ersten Lieder auf das vierte Lied zielen und mit ihm zusammen eine kompositorische Einheit bilden.

## Christliche Rezeption

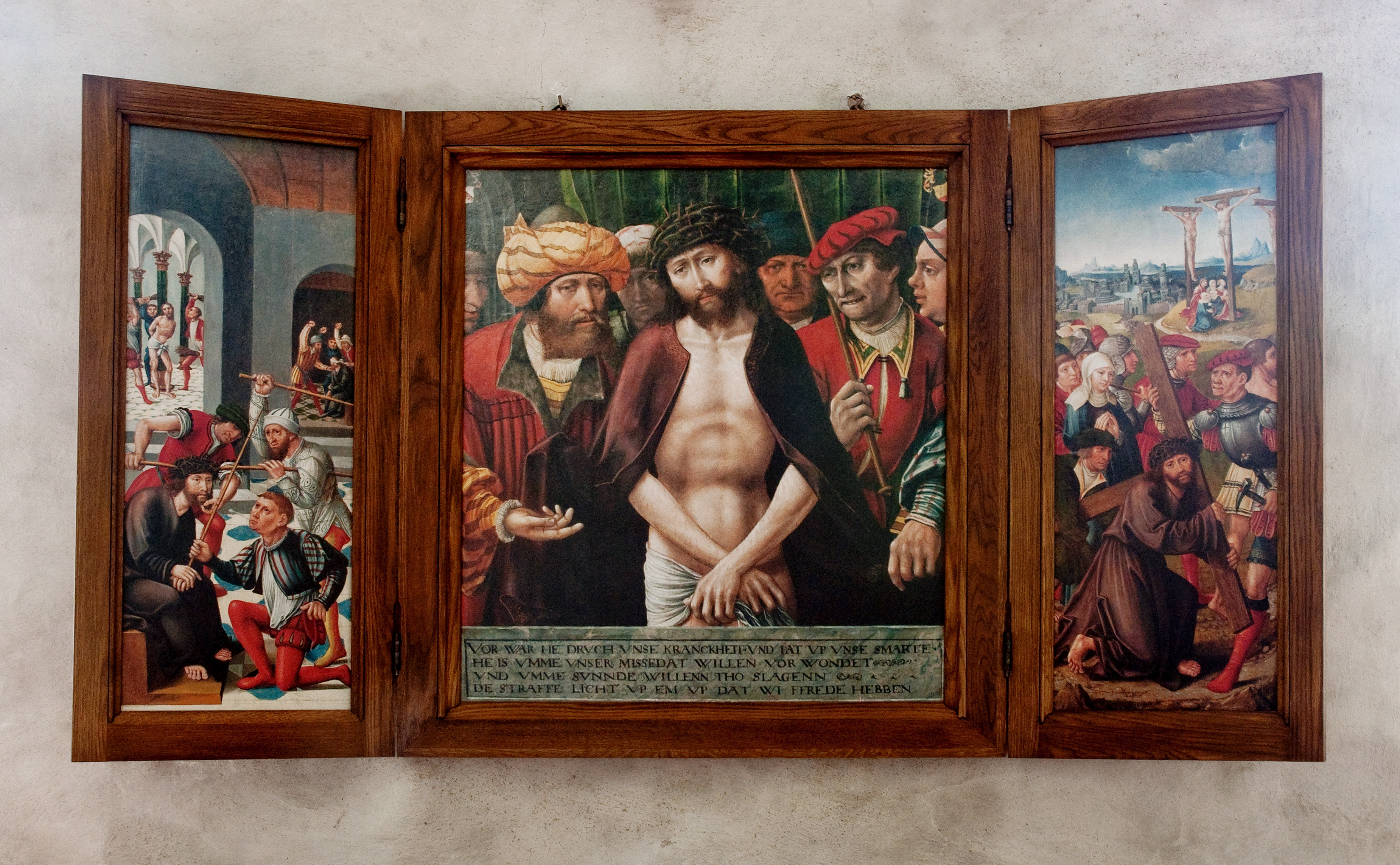
Kombination von Ecce-homo-Motiv mit dem Text von Jes 53 (Triptychon in der Kirche von Bärbo, Schweden, 1530er Jahre)

Die Jerusalemer Urgemeinde deutete den Lebensweg von Jesus von Nazareth mit Hilfe der Gottesknechtlieder, besonders des vierten Liedes; es handelt sich daher um Texte, die für Christen sehr wichtig sind. Das zeigt die Reihe von Aussagen über Christus im Apostolischen Glaubensbekenntnis: geboren – gelitten – gestorben – begraben.
Das große christliche Interesse an den Gottesknechtsliedern kann sich in der Übersetzung niederschlagen. Beispielsweise wird im ersten Lied gesagt, der Gottesknecht brächte den Völkern mischpat ִ(ִִמשפט), „Rechtsentscheid“. Mit anderen möchte Gerhard von Rad diesen Begriff hier aber mit „Wahrheit“ übersetzen, „man könnte geradezu sagen: die rechte Religion.“

### Gottesknechtslieder als Predigttexte
(Evangelische Perikopenordnung)
1. Erster Sonntag nach Epiphanias (VI)
2. 17. Sonntag nach Trinitatis (IV)
3. Palmsonntag (IV)
4. Karfreitag (VI)

### Gottesknechtslieder in der Kirchenmusik
- Jochen Klepper: Er weckt mich alle Morgen (EG 452)
- Melchior Franck: Das trostreiche 53. Kapitel aus dem Propheten Jesaja